# Laura Dekker
Laura Dekker (født 20. september 1995 i Whangarei, New Zealand) er en nederlandsk solosejler og den yngste sejler nogensinde, der har sejlet alene rundt om Jorden. I 2009 blev hendes plan om at sejle Jorden rundt, som den yngste nogensinde, offentligt kendt. Flere nederlandske myndigheder modsatte sig projektet. Der blev igangsat en retssag med henblik på at fjerne forældremyndigheden fra forældrene, men i landsretten blev det slået fast, at ansvaret for pigens handlinger lå hos forældrene.
Den 21. januar 2012 nåede hun i en alder af 16 år, 4 måneder og 1 dag efter en tur på cirka 27.000 sømil, der havde varet 518 dage, til havnen på øen Sint Maarten, som hun tidligere havde passeret (sejladsen var længere, idet det blev indledt i Gibraltar).
Laura Dekker var født i Whangarei, New Zealand under en af hendes forældres jordomsejlinger. Hendes far har nederlandsk statsborgerskab, hendes mor er tysk; Dekker selv har nederlandsk, tysk og newzealandsk statsborgerskab. Sine første fire år af sit liv boede hun med sine forældre på et skib på havet. Som seksårig fik Dekker en privat sejlbåd: en optimistjolle, som to år senere blev udskiftet med en mirror. Hendes far lavede et sværd af stål til hendes mirror, fordi Laura i en alder af otte år var noget for let for denne type båd, hvorved sejlegenskaberne ikke var optimale.
Som tiårig fik hun en Hurley 700. I 2006 og 2007 sejlede Dekker i skoleferierne i seks uger på egen hånd gennem Nederlandene. I 2008, da hun var 12 år, sejlede hun syv uger i Vadehavet og Nordsøen.
I maj 2009 sejlede Dekker i sin sejlbåd solo fra Maurik til Lowestoft i Storbritannien. Havnemyndighederne i Lowestoft forlangte af hendes far, at han skulle følges med hende på tilbagerejsen, fordi de mente, at turen for en 13-årig ville være for farlig. Indtil hendes fars ankomst var Dekker et par timer anbragt på en britisk børnehjem. Da hendes far ankom, lod han Laura sejle alene tilbage til Nederlandene.
Den 18. december 2009 meldte familien til politiet, at Laura var forsvundet. Hun var ikke set siden 17. december, og der skulle angiveligt været hævet et beløb på 3.500 euro. Som følge af, at planen om at sejle rundt om Jorden havde fået så megen negativ opmærksomhed, var hun blevet nedtrykt, selv om hun havde givet udtryk for, at hun ville gøre skoleåret færdig. Hendes båd var stadig i havnen i Maurik. Den 20. december 2009 blev Laura fundet på øen Sint Maarten. Den 22. december kom hun tilbage til Nederlandene, og samme dag blev der hasteindkaldt til et retsmøde ved byretten i Utrecht på foranledning af Bureau Jeugdzorg (en børneværnsorganisation), som ønskede at få taget forældremyndigheden fra Lauras far. Laura Dekker skulle have planlagt at købe en sejlbåd på Sint Maarten for at renovere den og dermed opfylde sin drøm om at sejle Jorden rundt.
Efter at have gennemført sin jordomsejling sejlede hun fra Sint Maarten til New Zealand, hvor hun blev boende.
Den 28. marts 2015 giftede Dekker sig i en alder af 19 år med den tyske 31-årige Daniel Thielmann i bjergene ved Whangarei i New Zealand.
I 2016 solgte hun sin båd for at kunne købe en ny sejlbåd.

## Jordomsejlingen

### Planen
Dekker kom i august 2009 efter et interview i den nederlandske avis Algemeen Dagblad i verdens søgelys, da hun fortalte om sin plan om en solojordomsejling over to år. Hun ønskede at gøre det som den yngste nogensinde. På det tidspunkt var det briten Michael Perham, der som 17-årig, var den yngste i denne kategori.
I maj 2010 fuldendte australieren Jessica Watson lige inden sin syttende fødselsdag en non-stop solorejse Jorden rundt, da hun stævnede ind i Sydney, men hendes rejse opfyldte ikke alle kriterier opstillet af World Sailing Speed Record Council (WSSRC). Hun havde ganske vist passeret alle meridianer og Ækvator, men havde ikke tilbagelagt en lang nok strækning. En måned senere fik den sekstenårige Abby Sunderlands båd så store skader i den sydlige del af det Indiske Ocean, at hun var nødt til at forlade båden.
Begge disse to sejlere tog nogle risici, som Laura Dekker ikke ønskede at tage. Hun mente, at hendes plan skulle sammenlignes med de rejser, som Tania Aebi og Robin Lee Graham havde foretaget. Jessica Watson og Abby Sunderland ville begge sejlenon-stop og blev derfor afhængige af den sydlige rute. Den er kortere, men vejret er meget værre. Non-stop sejlads medfører også, at man ikke kan undgå de dårlige årstider. Abby Sunderland vidste for eksempel godt, at hendes planlægning ville føre hende til den del af havet i overgangen mellem efterår og vinter.
Den amerikanske journalist Pete Thomas sagde: "Til dato har Laura og hendes team gjort alt så godt, som man kunne forvente, hvad angår planlægning og udstyr af skibet." Ifølge den australske sejler og eventyrer Don McIntyre "afhænger denne sport helt og aldeles af held, men hun gør alt hvad der er nødvendigt for at reducere risikoen til et minimum, og tager kloge beslutninger ved at være forsigtig." En anden amerikansk journalist, Tim Zimmermann, beskrev, hvordan skepsis skiftede tilbeundring, efterhånden som rejsen skred frem. Det blev hen ad vejen klart, at Dekker hverken var ude på at opnå berømmelse og næppe heller en rekord. Dekker viste sig at være en pålidelig sejler, der var særlig interesseret i den unikke oplevelse af en sejltur rundt om verden i vestlig retning.
Ikke desto mindre var der stor tvivl og splittelse inden og uden for sejlverden. Sejleren Lucas Schröder ønskede ikke at blive nomineret til Conny van Rietschoten-trofæet, da han erfarede, at Laura Dekker også var blandt de nominerede. Han havde den opfattelse, at ved at udpege Dekker ville juryen gøre flere yngre børn interesserede i at sejle alene i forsøg at sætte rekorder med alle mulige farefulde situationer til følge.
Juryen beklagede Lucas Schröders beslutning, men begrundede udnævnelse af Dekker med følgende ord: "Laura Dekker har, på trods af megen modstand, på den måde vist udholdenhed og er i gang med sin jordomrejse. Juryen er meget imponeret af hendes ungdommelige vilje for at nå sit mål og for hendes enorme udholdenhed."
Laura Dekker ønskede at undgå de dårlige årstider, når hun skulle foretage de lange havkrydsninger. Hun beregnede derfor to år til turen, hvilket hendes far Bakkede op om. Til turen havde Dekker en sødygtig sejlbåd, en Hurley 800. Selv om de allerede var begyndt at klargøre sejlbåden til turen, blev denne beslaglagt af myndighederne, herunder børneværnet.
Et par uger efter at have vundet retssagen, som var indgivet af børneværnet, den 27. juli 2010, købte hun med sin far en større båd, en Gin Fizz ketch af Jeanneau, på 11,4 meter. Denne type havde allerede én gang sejlet Jorden rundt. Det er før sket, at en båd efter en tur Jorden rundt, er blevet solgt, og den nye ejer også sejler rundt om Jorden.
Ifølge sin plan ville Dekker følge den mest benyttede rute for jordomsejlere fra Portugal til Indonesien. Derefter ville der blive valgt enten at sejle tilbage forbi Somalia gennem Adenbugten eller, hvis der er stadig var masser af pirater, at sejle omkring Kap Det Gode Håb i Sydafrika. I den sidste ende blev ruten forbi Kap Det Gode Håb valgt.

### Indsigelser fra myndigheder
Laura Dekkers forældre stillede sig ikke i vejen for hendes plan for solosejladsen Jorden rundt, men undervisningsinspektøren i hendes kommune Wijk bij Duurstede gjorde indsigelse og indberettede sagen til "Bureau Jeugdzorg" (Ungdomsomsorgsbureauet). Dernæst begyndte Rådet for Beskyttelse af Børn en undersøgelse. I domstolsafgørelser den 28. august og 30. oktober 2009 blev Dekker stillet under tilsyn af Rådet for Beskyttelse af Børns. Hermed blev en afrejse i 2009 umulig.
I oktober 2010 blev der udgivet en bog om Dekker og hendes kamp mod Bureau Jeugdzorg og Rådet for Beskyttelse af Børn. Bogen, Zeilmeisje Laura Dekker - Mijn Verhaal (Sejlerpigen Laura Dekker - Min historie), blev skrevet af hendes farmor Riek Dekker. Ifølge udgiveren De Alk & Heijnen stod Laura Dekker inde for beskrivelsen i denne bog.

### Solosejladsen
- 21. august 2010 - Dekker begyndte sejladsen fra Gibraltar.
- 25. august 2010 - Dekker nåede frem til de Kanariske Øer. Hun tilbragte flere uger på Lanzarote og Gran Canaria for at afvente slutningen af orkansæsonen. Tiden blev brugt på skolearbejde, udflugter i naturen og socialt samvær. Hun fik her en dykkerlicens.
- 18. november 2010 - Dekker ankom til São Nicolau (Kap Verde).
- 2. december 2010 - Dekker begyndte krydsning af Atlanterhavet, 2.200 sømil, hvor hun fulgte nordøstpassaten.
- 18. december 2010 - På trods af to vindstille dage, hvor motoren var nødt til at være i brug, ankom Dekker til Sint Maarten.[19][20]
- 27. februar 2011 - Dekker aflagde et midlertidigt besøg i Nederlandene et par dage, hvor hun holdt præsentationer på HISWA-skibsmessen. Dette bragte ikke hendes rekordforsøg i fare, da hendes sejlads ikke var non-stop.
- 7. juni 2011 - Efter passage af Panamakanalen nåede Dekker Tahiti i Stillehavet.
- 17. juli 2011 - Dekker nåede Fiji.
- 20. august 2011 - Dekker nåede til Australien. Det ville tage et par dage, før hun nåede havnen i Darwin.
- 11. november 2011 - Dekker nåede Durban (Sydafrika). Der viste det sig, at Laura allerede i Darwin havde omregistreret "Guppy" og siden da havde sejlet under newzealandsk flag. Grunden til flagskiftet var først og fremmest, at den nederlandske skoleinspektør havde klaget over hendes manglende hjemmearbejde. Laura var træt af det nederlandske indblanding og fjernede derfor det nederlandske flag.[21] New Zealand-flaget var en fødselsdagsgave (Laura blev 16 år) fra hendes agent, Lyall Mercer. Han havde ellers tidligere givet udtryk for stor utilfredshed over den manglende opmærksomhed og støtte fra officiel side fra New Zealand.
- 27. november 2011 - Efter et stop i Port Elizabeth sejlede Dekker under meget ekstreme vejrforhold rundt om Kap det Gode Håb og nåede herefter Cape Town. Mange aviser skrev efterfølgende, at selv hårdføre sømænd ikke sejlede ud i sådan et vejr.
- 13. december 2011 - Dekker sejlede ud fra Cape Town for sidste etape til Caribien.
- 21. januar 2012 - Dekker kom igen til Sint Maarten.

## Båd
Laura Dekkers båd Guppy, en Gin Fizz ketch med en længde på 11,40 meter (37' 6") og en bredde på 3,76 meter. Længden på vandlinjen er 9,15 meter, dybden af 1,90 meter. Det er en tomastet ketch, der mellem 1978 og 1984 blev produceret af det franske værft Jeanneau.
Efter købet i begyndelsen af 2010 blev den mere end tredive år gamle sejlbåd næsten fuldstændigt fornyet. Skroget blev forsynet med ny maling og bundmaling. Der blev installeret en ny hovedmotor, en Volvo Penta på 40 hk, og gearkassen blev repareret. Der blev installeret en anden drivenhed, en 10 hk Yanmar dieselhjælpemotor, som kunne drive både generatoren og en to-bladet foldepropel. Den ekstra foldepropel og dens drivenhed blev installeret ved en ny lille skeg under skroget til styrbord og placeret cirka en meter foran hovedpropellen. På agterdækket over spejlet blev der påsat en aluminiumramme til at montere solpaneler på.
Der blev monteret et nyt ror med et anderledes design i forhold til det oprindelige for at forbedre balancen. Der var også en autopilot placeret, og der blev installeret en mulighed for i tilfælde af problemer at kunne fjerne roret for så at kunne styre båden med en rorpind. Stagen blev fornyet og forbedret, og sejlsættet blev erstattet med et nyt.
Dåben og lanceringen fandt sted søndag 2. maj 2010. I en testperiode til 7. maj viste det sig, at båden var "meget hurtigt" og det viste sig, at "Grevelingenmeer var lidt for småt [til en ordentlig test]".
Der blev installeret moderne sikkerhedsudstyr som radar, EPIRB, SART, AIS transponder, sekstant og to aktive radarreflektorer. Hertil blev to vandtætte og stødsikre bærbare computere med indbygget GPS og navigationssoftware forberedt til turen. Alle søkort, som Dekker skulle bruge på sin rute, var installeret. Alle kortene fandtes også på papir.
Der var et iridium tracking system ombord, så holdet i Nederlandene 24 timer i døgnet kunne følge med i, hvor skibet var, og hvilken kurs og fart det havde.
Til kommunikation om bord havde Dekker har to VHF-radioer med DSC, håndholdt VHF, to satellit-telefoner og en GSM.
Ifølge politiets reglementet for indre vandveje, artikel 1.09, er det for en kaptajn, der er yngre end seksten år gammel, forbudt at sejle en båd, der er længere end syv meter på de indre nederlandske vandveje. Det betød, at Dekker op til 2012 ikke kunne bruge båden til solosejladsen på disse vandområder. Hendes solorejse Jorden rundt begyndte derfor ikke i Nederlandene, men fra Portimão. De portugisiske myndigheder blev advaret af Nederlandene og tillod heller ikke, at Dekker sejlede sin båd solo i deres territoriale farvande, så derfor blev Gibraltar valgt som udgangspunkt. Et portugisisk politifartøj sejlede med til tolv sømil fra kysten, da Laura og hendes far sejlede fra Portimão til Gibraltar. Bevidst eller ubevidst gav Portugal hermed til kende, at en passage via Azorerne eller Madeira heller ikke var muligt.

## Trivia
- Udtrykket "Zeilmeisje" ("Sejlerpige") sluttede på en syvendeplads i valget af Årets ord 2009 i Nederlandene.
- I 2013 deltog Laura Dekker i AVRO-spillet Atlas.
- I maj 2013 blev hendes bog Een meisje, een droom udgivet. Her beskrev hun sin rejse Jorden rundt.
- I 2014 hun deltog hun i RTL-programmet Ekspedition polarcirklen.

## Dokumentar
- Maidentrip (2013), filmet primært af Dekker og redigeret af Jillian Schlesinger, er en 82-minutter dokumentar på Netflix (nederlandsk/hollandsk)